# Patrick Kosk
Patrick Kosk, född 20 mars 1951 i Helsingfors, är en finländsk elektronmusikkompositör. 
Kosk har arbetat bland annat i radions experimentstudio och utländska studior med elektronmusik och konkret musik, även med visuella element. Han har komponerat radiofoniska verk, bland annat Trance Dance (1981) och Panoptikon (1984). Han tilldelades 1999 det franska Silver Prierre-priset för verket Ice Bice.

## Verk
- Dronten Drömmer Framtid (1978)
- Trance Dance (1981)
- Nebula Prospect (1984)
- Panoptikon (1984)
- Distractions pour l’Eternité (1985)